# 阿联酋希望号火星探测器
阿联酋希望号火星探测器（阿拉伯语：‎，拉丁转写：mašrū' al-Imārāt l-āstikšāf al-Murīkh）是阿聯酋的一顆火星探測器，這顆探測器由阿联酋的穆罕默德·本·拉希德太空中心（MBRSC）、科羅拉多大學波德分校、亚利桑那州立大学和加利福尼亚大学伯克利分校共同研製。 协调世界时2020年7月19日21:58:14，搭載著“希望”号火星探测器的H-IIA运载火箭在日本鹿儿岛县种子岛宇宙中心發射成功，成為阿聯酋史上首次，以及阿拉伯世界第一次的太空探索。
希望号空间探测器将研究每日和季节性天气周期，低层大气层中的天气事件（例如沙尘暴）以及行星上不同区域的天气变化。 它还将试图找出为什么氢气和氧气会损失到太空中以及其剧烈的气候变化背后的其他可能原因。 该任务由阿联酋工程师团队与国外研究机构合作完成，对阿联酋基于知識型經濟做出了贡献。 “希望”号火星探测器于2021年2月9日到达火星。

## 总览
阿联酋火星任务的想法来自2013年底阿联酋内阁。 这项任务是阿拉伯联合酋长国总统哈利法·本·扎耶德·阿勒纳哈扬于2014年7月宣布的，目的是丰富阿联酋工程师的能力并增加人类对火星大气的了解。
轨道器是前往火星的任务，研究火星的大气和气候。
根据副总统和总理穆罕默德·本·拉希德·阿勒马克图姆的说法，之所以选择“希望”（Hope）(阿拉伯语: al-Amal)这个名称是因为“它向数百万年轻的阿拉伯人传达了乐观的信息”。 由此产生的任务数据将与全球200多个机构自由共享。
2017年11月在迪拜航空展上展示了希望号航天器的原型。该原型的模型旨在大致了解航天器的外观。项目经理奥姆兰·沙拉夫（Omran Sharaf）表示，该任务有望在2020年7月发射。最終希望號火星探测器於2020年7月19日發射。
2020年度的国际宇航大会（IAC）原定于2020年10月在希望号火星任务发射三个月后在迪拜举行，后因2019冠状病毒病疫情的关系改成以视频会议的形式进行。
2021年2月9日，希望號火星探测器进入火星环绕轨道。

## 希望号太空船
该机器人空间探测器是根据阿联酋航空火星任务被送往火星的，被称为“希望”或“Al-Amal”(阿拉伯语：‎)，目的是向全球数百万阿拉伯人发送乐观的信息，并鼓励他们追求创新。 2015年4月，阿聯酋太空總署邀请阿拉伯世界为该调查取名。 该名称是在收到数千条建议后才选定的，因为它描述了任务的核心目标。探测器的名称已于2015年5月宣布，此后有时被称为“希望号火星任务”。

## 構造
重量为1.5吨的铝蜂窝结构的六边形柱体，配备了作为探测器比较传统的600瓦发电功率的2片展开式太阳能帆板。可以说是通過稳扎稳打地总结出来的方法。
全长:2.9米
宽度:2.37米
結構：輕量鋁蜂窩結構
重量:1500千克
电源:3片展开式太阳能板
功率:600瓦
通信
1.5米高增益天线
无定向低增益天线
感应式启动器
太阳传感器
姿态控制:推力为5牛顿的化学推进器×8到12个
三轴姿态控制用反应轮
推进系统:推力120牛顿化学推进器×4到6个
推进器预定搭载4 ~ 6个推力120牛顿的推进器，预计是为了确保冗余性。

### 建造和转移到日本发射场
该航天器在科罗拉多州波德市的科罗拉多大学的大气与空间物理实验室(LASP)组装，阿联酋工程师在那里工作并向美国同行学习。 它是从日本種子島宇宙中心发射的。在官员们浏览了与冠状病毒有关的隔离协议和旅行限制之后，2020年4月，阿拉伯世界的第一个火星探测器到达了日本。然而，冠状病毒迫使官员们拖延了日程，任务负责人决定更早地将调查结果发送到日本。将航天器运送到发射场的决定迫使迪拜的工程师减少了对探测器进行的某些计划的测试，但是所有关键检查都已在4月探测器离开前往日本之前已经完成。官员于4月初向日本派遣了11名工程师和技术员，他们在日本进行了为期两周的隔离，以确保他们没有COVID-19病毒性疾病的症状。2020年4月20日，希望号航天器离开了迪拜的穆罕默德·本·拉希德太空中心(MBRSC)，开始了为期四天的种子岛之旅。该航天器包装在一个气候受控的运输容器中，在一架由俄罗斯操作的，乌克兰制造的安托諾夫安-124運輸機从迪拜运往日本名古屋。旅程的最后阶段是在一艘船上进行的，该船于2020年4月24日从名古屋前往种子岛。阿联酋火星任务小组的六名成员随航天器前往日本。 到达那里后，他们按照日本政府的要求开始了自己的为期两周的隔离期。在完成隔离期后，他们与11名工程师和技术人员一起在种子岛的有效载荷处理设施洁净室中完成了对航天器的最终测试。

### 技术指标
阿联酋希望号火星探测器由蜂窝结构的铝制成，带有复合面板。包括推进剂在内的重量为1,350（2,980英磅） ，探测器的整体尺寸和尺寸堪比小型汽车。
- 尺寸：宽度2.37（7英尺9英寸），长度2.90（9英尺6英寸）
- 质量：1,350（2,980英磅）
- 功率：来自两个太阳能电池板的功率为1800 W

为了进行通讯，探测器使用了直径为1.5（4英尺11英寸）的高增益天线。该天线产生必须指向地球的窄无线电波。探测器的结构中有低增益天线，用于在较低带宽下进行定向通信。通过研究与太阳有关的星座，恒星追踪器可用于确定在太空中的位置。希望号配备了6台120牛頓（27英磅力）推进器和8台5牛頓（1.1英磅力）反推力系统（RCS）推进器。六个delta-v推进器的功能是速度管理，而RCS推进器则用于姿态控制和精细操纵。 探测器内的反作用轮使它在穿越太空时能够重新定向，帮助其将天线指向地球或将任何科学仪器指向火星。

## 制导和导航
位于亚利桑那州坦佩市的KinetX航天工程公司正在为该任务提供导航服务。 NASA的深空网络（DSN）被用于与航天器通信并对其进行跟踪。 KinetX使用DSN提供的无线电跟踪数据来估算航天器的轨迹，并设计必要的动作，以使希望号保持其计划轨迹并進入火星轨道。

## 团队

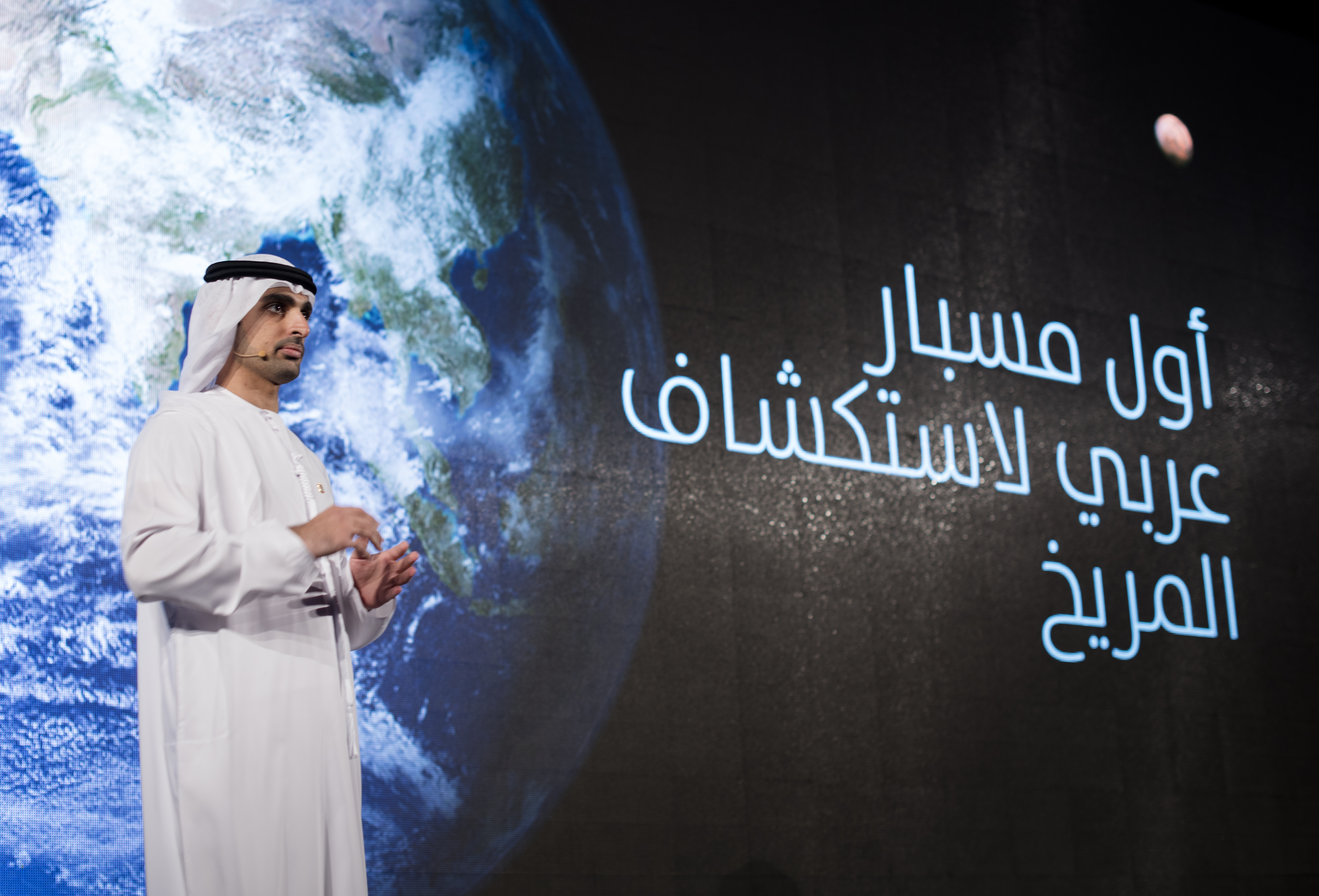
任务项目经理是奥兰·沙拉夫（Omran Sharaf）, 2015年在迪拜宣布任务。

任务团队分为七个小组，包括航天器，后勤，任务运营，项目管理，科学教育和外展，地面站，和发射载具。 该团队由项目经理奥兰·沙拉夫（Omran Sharaf）领导，负责管理和支持与阿联酋火星任务有关的正在进行的任务。
莎拉·阿米里（Sarah Amiri）是项目副经理兼首席科学研究员，她领导团队制定任务的目标和调整与希望探测仪器相关的计划。 人们认为该特派团有潜力为阿拉伯联合酋长国的经济和人民作出持久的贡献。
任务团队包括150名阿联酋工程师，美国合作伙伴研究所的200名工程师和科学家，任务项目经理是奥兰·沙拉夫； 项目副经理兼首席科学研究员是莎拉·阿米里； 战略规划项目副经理是Ibrahim Hamza Al Qasim； 运营项目副经理是Zakareyya Al Shamsi。
印度空间研究组织（ISRO）与任务团队举行了会议，分享了他们的经验，并协助他们启动了火星任务。

## 参阅
- 阿聯酋太空總署
- 火星探测
- 火星探测任务列表
- 火星通信轨道器